# Rio Bedina
O Rio Bedina é um rio da Romênia afluente do Rio Cerna, localizado no distrito de Caraş-Severin.